# Martin Luksan
Martin Luksan (* 1947 in Wien) ist ein österreichischer Schriftsteller.

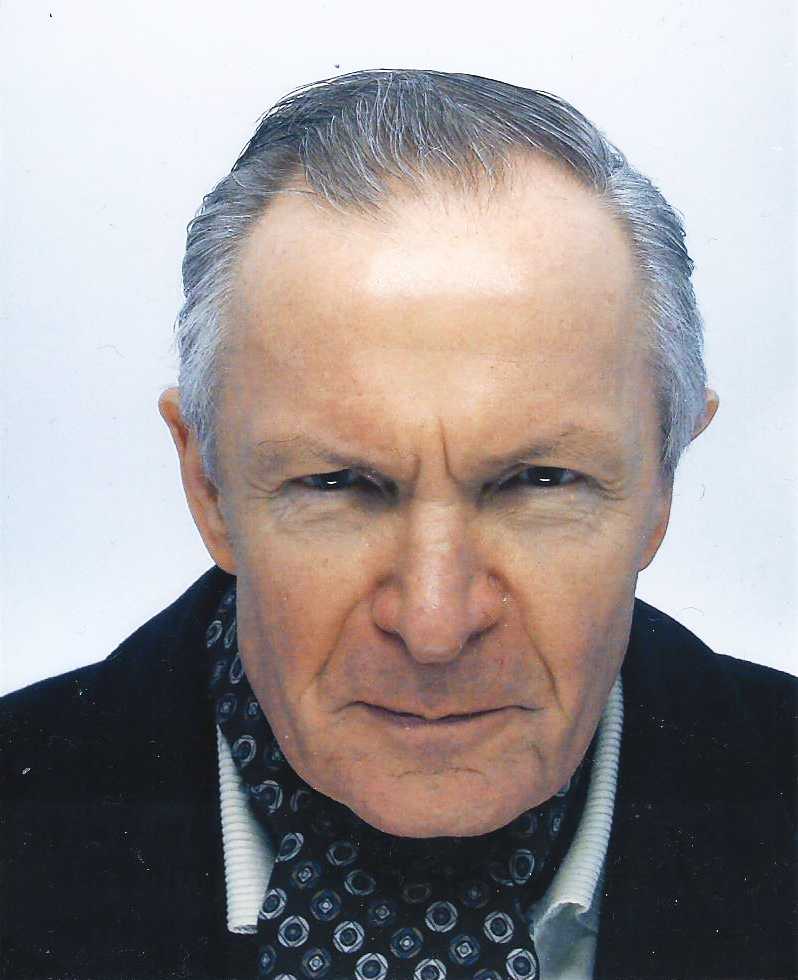
Selbstporträt (ein Automatenbild)

## Leben
Martin Luksan schloss sein Studium der Soziologie, Kunstgeschichte und Theaterwissenschaft an den Universitäten Wien und München 1978 mit der Promotion zum Doktor der Philosophie ab. Anschließend wirkte er als freier Schriftsteller und Dokumentarfilmer. 1979 nahm er am Ingeborg-Bachmann-Wettbewerb in Klagenfurt teil. Luksan war von Februar 2007 bis Juni 2009 Vorsitzender des Freidenkerbundes Österreich.

## Werke
- Gedanken zum Verständnis zweier sprachkritischer Stücke. Wien 1977.
- Hammer genügt nicht. München 1980, ISBN 3-471-78025-4.
- mit Hermann Schlösser und Anton Szanya: Heilige Scheine. Marco d'Aviano, Engelbert Dollfuß und der österreichische Katholizismus. Wien 2007, ISBN 978-3-85371-275-7.
- Der Fotosammler. Edition Keiper, Graz 2017. ISBN 978-3-903144-10-1.